# Dave Hunt (Musiker)

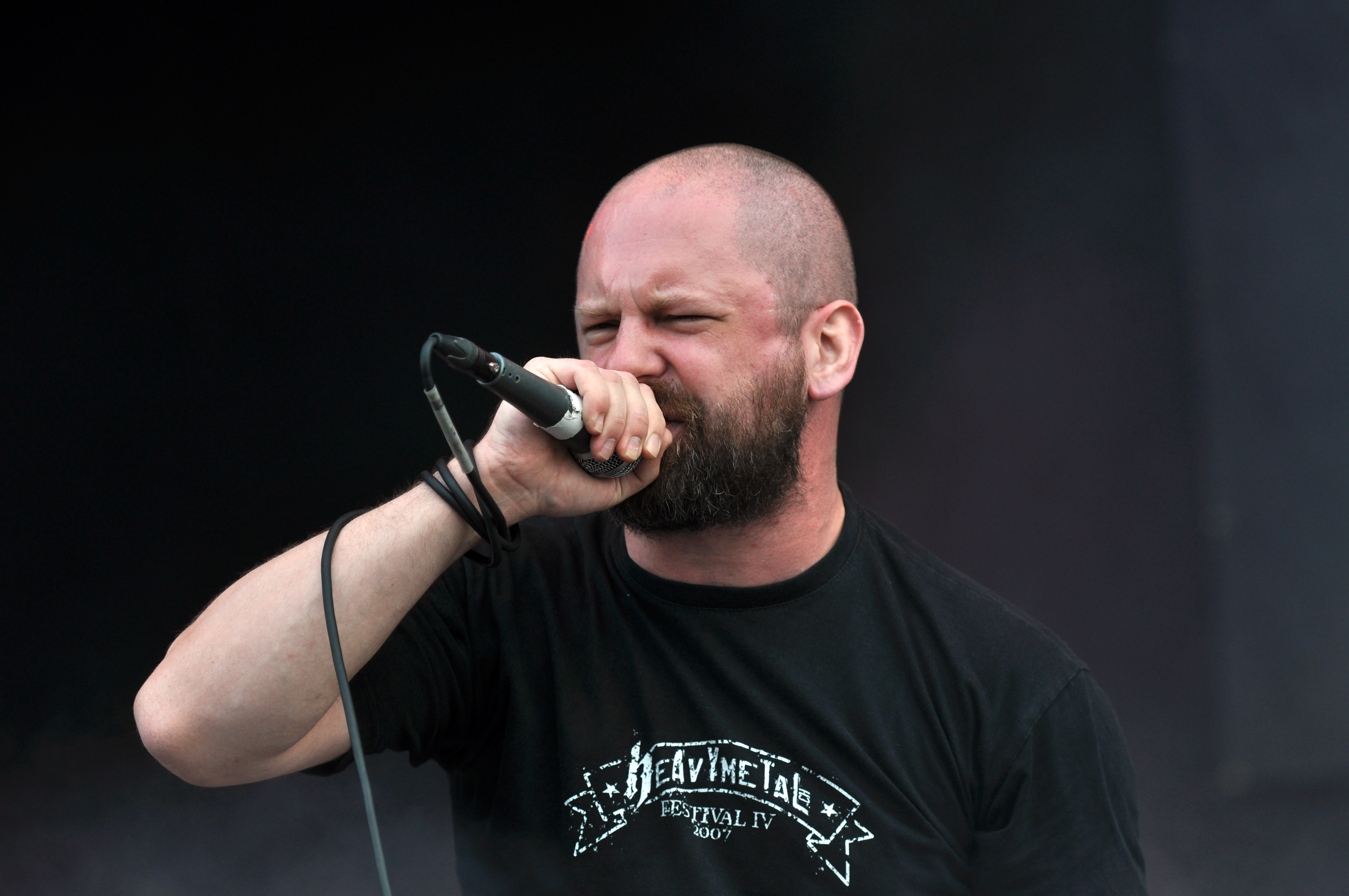
Dave Hunt, 2013

Dave Hunt (* in Solihull, England) ist ein britischer Extreme-Metal-Sänger, der vor allem durch sein Engagement bei den Bands Benediction und Anaal Nathrakh bekannt geworden ist.
1998 schloss er sich der Death-Metal-Band Benediction an und wurde damit Nachfolger von Dave Ingram. Mit Benediction nahm er die Alben Organised Chaos und Killing Music auf, die 2001 beziehungsweise 2008 bei dem Plattenlabel Nuclear Blast erschienen. Im Jahr 1999 gründete er zusammen mit Mick Kenney (alias Irrumator) die Metal-Band Anaal Nathrakh. Dort verwendet er das Pseudonym V.I.T.R.I.O.L. Außerdem war er Sänger der Sludge-/Grindcore-Band Mistress und spielte E-Bass bei Live-Auftritten der Band Fukpig. In beiden Bands trat er unter dem Namen Dave Cunt auf. Während Hunt bei Benediction ausschließlich gutturalen Gesang einsetzt, verwendet er bei Anaal Nathrakh seit dem Album Eschaton verstärkt zusätzlich Klargesang.

„Das Schöne an den Songs mit diesem Gesang ist auch, dass sie live wunderbar funktionieren, und das deckt sich auch mit meinen persönlichen Erfahrungen, wenn ich Konzerte von anderen Bands besuche. Ich liebe es, wenn Disgorge oder Brodequin ohne Gnade drauflos holzen, aber wenn ich Festivals besuche, dann sind es vor allem die wagemutigen und experimentierfreudigen Bands, die den Unterschied machen.“

Von 2011 bis 2012 schrieb Hunt eine Kolumne für das britische Musikmagazin Terrorizer.

## Diskografie (nur Studioalben)
Mit Benediction
- 2001: Organised Chaos (Nuclear Blast)
- 2008: Killing Music (Nuclear Blast)

Mit Anaal Nathrakh
- 2001: The Codex Necro (Mordgrimm Records)
- 2004: Domine non es dignus (Season of Mist)
- 2006: Eschaton (Season of Mist)
- 2007: Hell Is Empty, and All the Devils Are Here (FETO Records)
- 2009: In the Constellation of the Black Widow (Candlelight Records)
- 2011: Passion (Candlelight Records)
- 2012: Vanitas (Candlelight Records)
- 2014: Desideratum (Metal Blade)
- 2016: The Whole of the Law (Metal Blade)
- 2018: A New Kind of Horror (Metal Blade)
- 2020: Endarkenment (Metal Blade)

Mit Mistress
- 2002: Mistress (Rage of Achilles Records)
- 2003: II: The Chronovisor (Rage of Achilles Records)
- 2005: In Disgust We Trust (Earache Records)
- 2007: The Glory Bitches of Doghead (FETO Records)